# Agapetus ablusus
Agapetus ablusus là một loài Trichoptera trong họ Glossosomatidae. Chúng phân bố ở miền Australasia.